# Stomatium geoffreyi
Stomatium geoffreyi är en isörtsväxtart som beskrevs av L. Bol. Stomatium geoffreyi ingår i släktet Stomatium och familjen isörtsväxter. Inga underarter finns listade i Catalogue of Life.